# Tschepan
Das Tschepan-Gebirge (bulgarisch Чепън, Tschepan) ist ein Karstgebirge, das zum südwestlichen Teil des Balkangebirges gezählt wird. Es erhebt sich im nordwestlichen Teil der Sofiaebene in einer Länge von ca. 20 km. Mit 1210 Metern ist der Petrow Krast (Петров кръст) der höchste Gipfel. 
Südwestlich des Gebirges befindet sich die Stadt Dragoman und der Dragoman-See. Weitere Siedlungen am Südhang sind Golemo Malowo, Rajanowzi, Malo Malowo und Zraklewzi.
Im Serbisch-Bulgarischen Krieg (1885), während der Schlacht bei Sliwniza verlief die Nordfrontlinie durch das Gebirge. Der Petrow Wrach wurde dabei mehrmals von beiden Seiten eingenommen. 